# ستانكا بوزوفيتش
ستانكا بوزوفيتش (بالألمانية: Stanka Božović)‏ مواليد 17 نوفمبر 1962 في بودغوريتسا، هي لاعبة كرة يد نمساوية معتزلة. مثلت منتخب النمسا لكرة اليد للسيدات. شاركت في دورة الألعاب الأولمبية الصيفية سنة 1992.

## روابط خارجية
- ستانكا بوزوفيتش على موقع الاتحاد الأوروبي لكرة اليد (الإنجليزية)
- ستانكا بوزوفيتش على موقع أوليمبيديا (الإنجليزية)